# Small-angle X-ray scattering
Small-angle X-ray scattering (meestal afgekort tot SAXS) of kleine-hoekverstrooiing van röntgenstraling is een bijzondere toepassing van röntgendiffractie die vooral veel voor analyse van polymeren gebruikt wordt.
De loodrechte afstand d tussen vlakken van gelijke strooiingsfase is door de wet van Bragg bepaald als (met λ de golflengte van de gebruikte röntgenstraling):
{\displaystyle 2d\sin(\theta )=n\lambda }
Daardoor is bij een vaste golflengte de waarde van d naar verhouding groot bij lage hoeken. Een veelgebruikt bereik is 30 tot 0,5 nm, hoewel er metingen tot 1000 nm gedaan zijn. Dit nanometerbereik is een lastig gebied om goed in beeld te brengen en is in het laatste decennium bijzonder in de belangstelling. Het waarnemen van strooiing wordt steeds lastiger naarmate men tot lagere hoeken wil gaan omdat de niet-gestrooide straling (de primaire bundel) die veel en veel sterker is dan de gestrooide, zich erg dicht bij het signaal bevindt.
SAXS wordt toegepast op vaste materialen, bijvoorbeeld op semi-kristallijne polymeren als polyetheen of polypropyleen om de lamellae-afstanden te bepalen, maar ook verdunde oplossingen van biologische materialen kunnen bestudeerd worden.